# リスカム・ベイ (護衛空母)
リスカム・ベイ (USS Liscome Bay, CVE-56) は、アメリカ海軍が第二次世界大戦で運用した航空母艦。カサブランカ級航空母艦の2番艦。艦名はアラスカ南東海岸沖にあるダール島のリスカム湾に因んで命名された。
1943年8月に就役後、太平洋戦争中期のギルバート・マーシャル諸島攻略戦（ガルヴァニック作戦）に参加する。マキン攻防戦に従事中の11月24日（日本時間11月25日）、日本海軍の潜水艦「伊175」（艦長・田畑直中佐）の魚雷攻撃により爆沈し、太平洋戦争でアメリカ海軍が失った最初の護衛空母となった。

## 艦歴
1942年（昭和17年）12月9日に合衆国海事委員会の契約下ワシントン州バンクーバーのカイザー造船所で起工し、当初はアミール　(Ameer)　の艦名でイギリス海軍に貸与される予定であったが、建造途中にアメリカ海軍によって取得されることとなった。
1943年4月19日にベン・モレル夫人によって進水し、同年6月28日に「リスカム・ベイ」と命名される。7月15日に CVE-56 （護衛空母）へと艦種変更された。8月7日、アーヴィング・ウィルトジー艦長の指揮下で就役した。

### ガルヴァニック作戦
西海岸沿いの訓練活動の後、リスカム・ベイは1943年10月21日にカリフォルニア州サンディエゴを出航し、一週間後に真珠湾に到着した。追加の演習、運用訓練を完了すると最初の戦闘任務に就く。第24空母部隊の一部として11月10日に真珠湾を出航し、リッチモンド・K・ターナー少将（旗艦「ペンシルベニア」）指揮下の第52任務部隊と合流、ギルバート諸島に向かう（連合軍海軍部隊、戦闘序列）。ターナー提督とホーランド・スミス将軍は、マーシャル諸島に近いマキンの方に注意をむけており、真珠湾から来た北方攻撃部隊と第27歩兵師団（師団長ラルフ・スミス将軍）がマキン攻略を担当する。アメリカ海軍は、大型空母と軽空母を基幹とする複数の空母機動部隊を投入し、さらに「リスカム・ベイ」を含む護衛空母8隻も参加した。
太平洋中部ギルバート諸島におけるアメリカ軍の最初の大規模反撃は、11月20日の午前中に始まった（タラワ攻略戦、マキン攻略戦、アパママの戦い）。「リスカム・ベイ」の艦載機部隊は2,278回の出撃を数え、敵飛行場に対する空爆により上陸部隊を支援した。アメリカ軍は1日でマキンを攻略する予定だったが、上陸部隊（第27師団）は日本兵の掃討に手間取り、11月23日になってやっとマキンを占領した。上陸部隊を支援するために連合軍海上部隊はマキン周辺海域に留まっており、このため潜水艦「伊175」の攻撃に晒されることになった。

### 喪失
日本海軍の潜水艦「伊175」は、10月中旬以降ハワイ諸島やウェーク島近海で哨戒を行っていたが、獲物が全く無かったため哨戒を打ち切ってトラック諸島へ帰投する途中だった。しかし11月19日にマキンやタラワに米軍が来襲したため、連合艦隊および第六艦隊は潜水艦による反撃を試みた。第六艦隊は隷下潜水艦9隻で甲潜水部隊を編成し、タラワやマキンへ向かわせる。「リスカム・ベイ」を撃沈する「伊175」も、そのうちの1隻であった。11月23日、「伊175」はマキンが陥落したその日、マキン沖に到着した。
ヘンリー・M・ムリニクス少将率いる第52.3任務群 (Task Group 52.3) は護衛空母3隻、すなわち「リスカム・ベイ」（ムリニクス少将旗艦）、「コーラル・シー (USS Coral Sea, CVE-57) 」、「コレヒドール (USS Corregidor, CVE-58) 」と護衛の駆逐艦部隊で編成され、ロバート・M・グリフィン少将座乗の戦艦「ニューメキシコ (USS New Mexico, BB-40) 」はマキンの南西20マイルの水域を15ノットで航行していた。11月24日（日本時間11月25日）4時30分、「リスカム・ベイ」の起床ラッパが鳴った。5時5分に通常の総員配置が行われ、飛行要員は夜明けの発艦に向けて航空機の準備を行った。この時、「ニューメキシコ」のレーダーが「伊175」と思しき目標を探知した。逆探を装備していた「伊175」はレーダー波を探知して、ただちに潜航して艦隊に接近していった。
同水域にこれ以上の潜水艦の警告はなかった。「伊175」では、田畑直艦長が艦内放送で輸送船団と空母群を襲撃する旨放送し、酸素魚雷を4本発射した。5時10分、「リスカム・ベイ」では偵察要員が「魚雷が来た!」と叫んだ。魚雷は機関室後部の船尾部分に命中し、航空機用爆弾庫を破壊、大爆発が起こる。駆逐艦「ホーエル (USS Hoel, DD-533) 」の通信士官だったジョン・C・W・ディクス中尉は「それは全く船のようには見えなかった」と記した。「弾薬集積庫のようだった...リスカム・ベイは爆発とともにまさにオレンジ色の火の玉となった」。爆発によって、「リスカム・ベイ」の後部はあらゆる破片と化して消え去り、いくつかは1,300メートル離れていた「ニューメキシコ」に降りかかってきた。他の魚雷は「コーラル・シー」と「コレヒドール」の至近を通過していった。
5時33分、前半部のみが残っていた「リスカム・ベイ」は右舷に傾き、53名の士官と591名の兵員と共に沈没した。その中にはムリニクス少将、ウィルトジー艦長、三等コックのドリス・ミラーが含まれた。916名の乗組員の内、272名が駆逐艦「モリス (USS Morris, DD-417) 」「ヒューズ (USS Hughes, DD-410) 」「ハル (USS Hull, DD-350) 」によって救助された。
「リスカム・ベイ」を雷撃した「伊175」は、アメリカ駆逐艦から爆雷攻撃を受けて損傷したがこれを切り抜け、トラック泊地に帰投した。第六艦隊がギルバート諸島に投入した日本軍潜水艦部隊のうち6隻が撃沈され、生還したのは伊175を含め3隻だけであった。
また日本軍は「リスカム・ベイ」を救援中のアメリカ艦隊を発見しており、ルオット島に展開していた第752海軍航空隊の一式陸上攻撃機部隊（指揮官野中五郎少佐）による薄暮航空攻撃を企図する。だが悪天候により接敵できなかった（ギルバート諸島沖航空戦）。
第5艦隊司令長官レイモンド・スプルーアンス中将は、「リスカム・ベイ」の喪失の原因は、陸軍がマキンとタラワを早急に占領しなかったからだとし、素早く占領していれば「リスカム・ベイ」をもっと早く戦場から引き揚げさせる事ができて撃沈させられる事はなかっただろうと非難した。「リスカム・ベイ」の戦死者数はマキン島攻撃でのアメリカ軍の死傷者数よりも多く、両者を合計すると日本軍マキン守備隊の総人数を上回った。ムリニクス少将の名前は、間もなくタラワに完成した航空基地に冠されている。後の法学者、ロバート・キートンはこの戦闘で生き残った。
「リスカム・ベイ」が爆弾庫への被雷で呆気なく沈没した事により、カサブランカ級護衛空母の爆弾庫の防御対策が強化された。その内容は、爆弾庫の周囲に燃料タンクを設置して、重油を満たしてショックを和らげようとするものであった。しかしアメリカ海軍は水中防御力の強化より航空作戦能力の維持を優先したので、イギリス海軍の護衛空母ほど徹底した対策ではなかった。
「リスカム・ベイ」は第二次世界大戦の戦功で1個の従軍星章を受章した。「リスカム・ベイ」を葬った伊175は、1944年（昭和19年）2月17日にタロア島北東200海里で駆逐艦「ニコラス (USS Nicholas, DD-449) 」に撃沈された。